# WWE SummerSlam (2022)
SummerSlam 2022 war eine Wrestling-Veranstaltung der WWE, die als Pay-per-View auf dem WWE Network und dem Streaming-Portal Peacock ausgestrahlt wurde. Sie fand am 30. Juli 2022 im Nissan Stadium in Nashville, Tennessee, Vereinigte Staaten statt. Es war die 35. Austragung des WWE Summerslam seit 1988. Die Veranstaltung fand zum ersten Mal in Tennessee statt.

## Hintergrund
Im Vorfeld der Veranstaltung wurden acht Matches angesetzt. Diese resultierten aus den Storylines, die in den Wochen vor dem Pay-Per-View bei Raw und SmackDown, den wöchentlichen Shows der WWE gezeigt wurden.
Das ursprünglich angesetzte Match zwischen Seth Rollins und Riddle wurde gestrichen, da Riddle aufgrund einer Verletzung ausfiel, nachdem er von Rollins bei der Raw-Ausgabe vom 25. Juli 2022 attackiert wurde.

## Ergebnisse
| Matchart                                                             |                                                 |      |                                                   | Zeit  |
| -------------------------------------------------------------------- | ----------------------------------------------- | ---- | ------------------------------------------------- | ----- |
| Singles-Match um die Raw Women’s Championship                        | Bianca Belair (C)                               | bes. | Becky Lynch                                       | 15:09 |
| Singles-Match                                                        | Logan Paul                                      | bes. | The Miz                                           | 14:15 |
| Singles-Match um die WWE United States Championship                  | Bobby Lashley (C)                               | bes. | Theory                                            | 4:44  |
| No-DQ-Tag-Team-Match                                                 | The Mysterios Rey Mysterio und Dominik Mysterio | bes. | The Judgement Day Finn Bálor und Damian Priest    | 11:08 |
| Singles-Match                                                        | Pat McAfee                                      | bes. | Happy Corbin                                      | 10:40 |
| Tag-Team-Match um die Unidsputed WWE Tag Team Championship           | The Usos Jimmy Uso und Jey Uso (C)              | bes. | The Street Profits Angelo Dawkins und Montez Ford | 13:17 |
| Singles-Match um die SmackDown Women’s Championship                  | Liv Morgan (C)                                  | bes. | Ronda Rousey                                      | 4:36  |
| Last-Man-Standing-Match um die Unidsputed WWE Universal Championship | Roman Reigns (C)                                | bes. | Brock Lesnar                                      | 22:55 |

| Funktion      | Name            |
| ------------- | --------------- |
| Kommentatoren | Byron Saxton    |
| Kommentatoren | Jimmy Smith     |
| Kommentatoren | Corey Graves    |
| Kommentatoren | Michael Cole    |
| Pre-Show      | Kayla Braxton   |
| Pre-Show      | Peter Rosenberg |
| Pre-Show      | Jerry Lawler    |
| Pre-Show      | Booker T        |
| Pre-Show      | Kevin Patrick   |
| Ringansager   | Mike Rome       |
| Ringansager   | Samantha Irvin  |

## Besonderheiten
- Bayley kehrte nach ihrer Verletzungspause zurück.
- Io Shirai kehrte nach ihrer Verletzungspause zurück.
- Dakota Kai kehrte zur WWE zurück.